# 大眾電信
大眾電信股份有限公司（英語：First International Telecom Corp.；FITEL），台灣已結業公司，曾是台灣唯一採用個人手持式電話系統（PHS）的行動電話業務提供者，股東包括大眾全球投資控股（大眾投控）、新光集團、中興保全、UT斯達康、聯華電子（聯電）集團、啟碁科技、英華達、見龍化學工業（見龍化工）集團等。

大眾電信PHS服務商標

## 歷史
- 1997年4月，大眾電信股份有限公司成立，經營傳呼機。
- 2000年2月，大眾電信取得1900兆赫低功率行動電話（PHS）籌設許可。
- 2000年10月，大眾電信獲交通部電信總局核准配發0968門號。
- 2001年5月，大眾電信正式推出PHS業務。
- 2005年9月，大眾電信PHS用戶數超越百萬。
- 2008年9月5日，大眾電信向臺灣臺北地方法院聲請重整。
- 2009年3月4日，臺灣臺北地方法院裁定准許大眾電信重整。
- 2010年5月，大眾電信與日本電信業者Willcom合作推出「日本行動上網服務」。
- 2010年8月，大眾電信與中國移動合作推出國際語音服務「大陸國際卡」。
- 2010年12月7日，臺灣臺北地方法院裁定認可大眾電信重整計畫。
- 2012年2月1日，總計直營門市12間店面。
- 2012年11月，總計直營門市4間。
- 2013年6月1日，直營門市2間，台北、新竹各一。
- 2014年4月1日，直營門市1間，僅留台北門市。
- 2014年6月23日，直營門市0間，僅剩客服中心服務。
- 2014年11月3日，PHS網站維護中。
- 2014年12月18日，臺灣臺北地方法院裁定大眾電信重整程序終止，宣告大眾電信破產。
- 2014年12月26日，大眾電信正式宣佈破產。
- 2015年3月11日，中華民國國家通訊傳播委員會第634次委員會議核准大眾電信終止PHS業務的申請。
- 2015年3月31日，大眾電信停止服務，國家通訊傳播委員會收回相關號碼及頻率。
- 大眾電信的廣告代言人是導演吳念真、藝人傅娟及電視劇製作人周遊。

## 服务门号
大眾電信提供之PHS服務，門號區间可參考以下列表：
列表中所列出之门号区间，前方开头之数字为固定号码，#及%号可分配、调整之范围请见备注，*号代表其可分配、调整之范围为0至9；
| 門號(前4碼) | 門號(後6碼) | 門號長度 | 重新分配业者             | 备注                    |
| ----------- | ----------- | -------- | ------------------------ | ----------------------- |
| 0966        | ******      | 10位數   | - 0966#*****：台湾大哥大 | - #可分配之范围从0至3。 |
| 0966        | ******      | 10位數   | - 0966#*****：中华电信   | - #可分配之范围从4至7。 |
| 0966        | ******      | 10位數   | - 0966#*****：远传电信   | - #可分配之范围从8至9。 |
| 0968        | ******      | 10位數   | - 0968#*****：远传电信   | - #可分配之范围从0至1。 |
| 0968        | ******      | 10位數   | - 0968#*****：亚太电信   | - #可分配之范围从2至5。 |
| 0968        | ******      | 10位數   | - 0968#*****：台湾之星   | - #可分配之范围从6至9。 |

## 通信業務最後一年的營運狀況

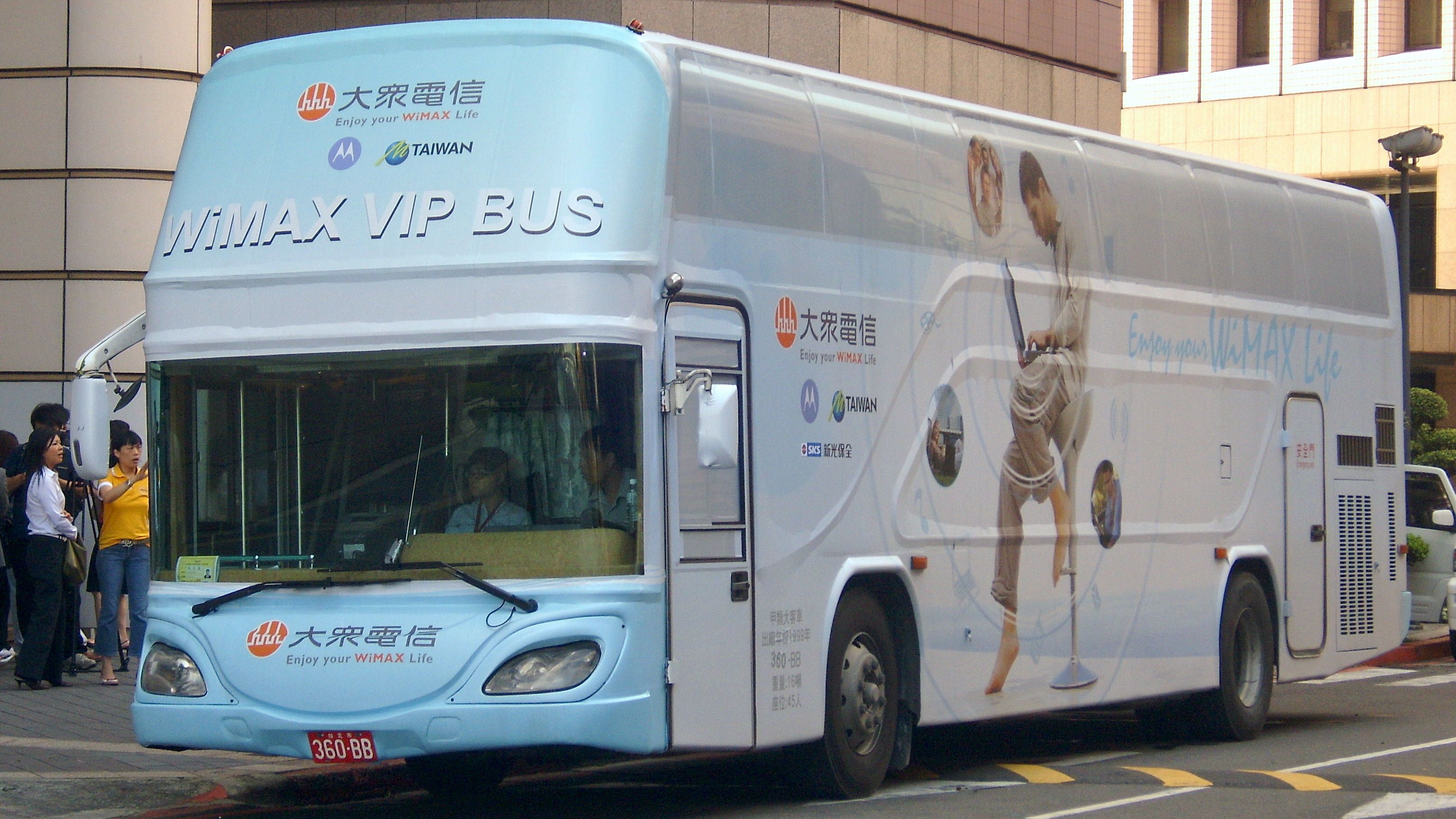
2008年台北WiMAX展期間的大眾電信WiMAX體驗巴士

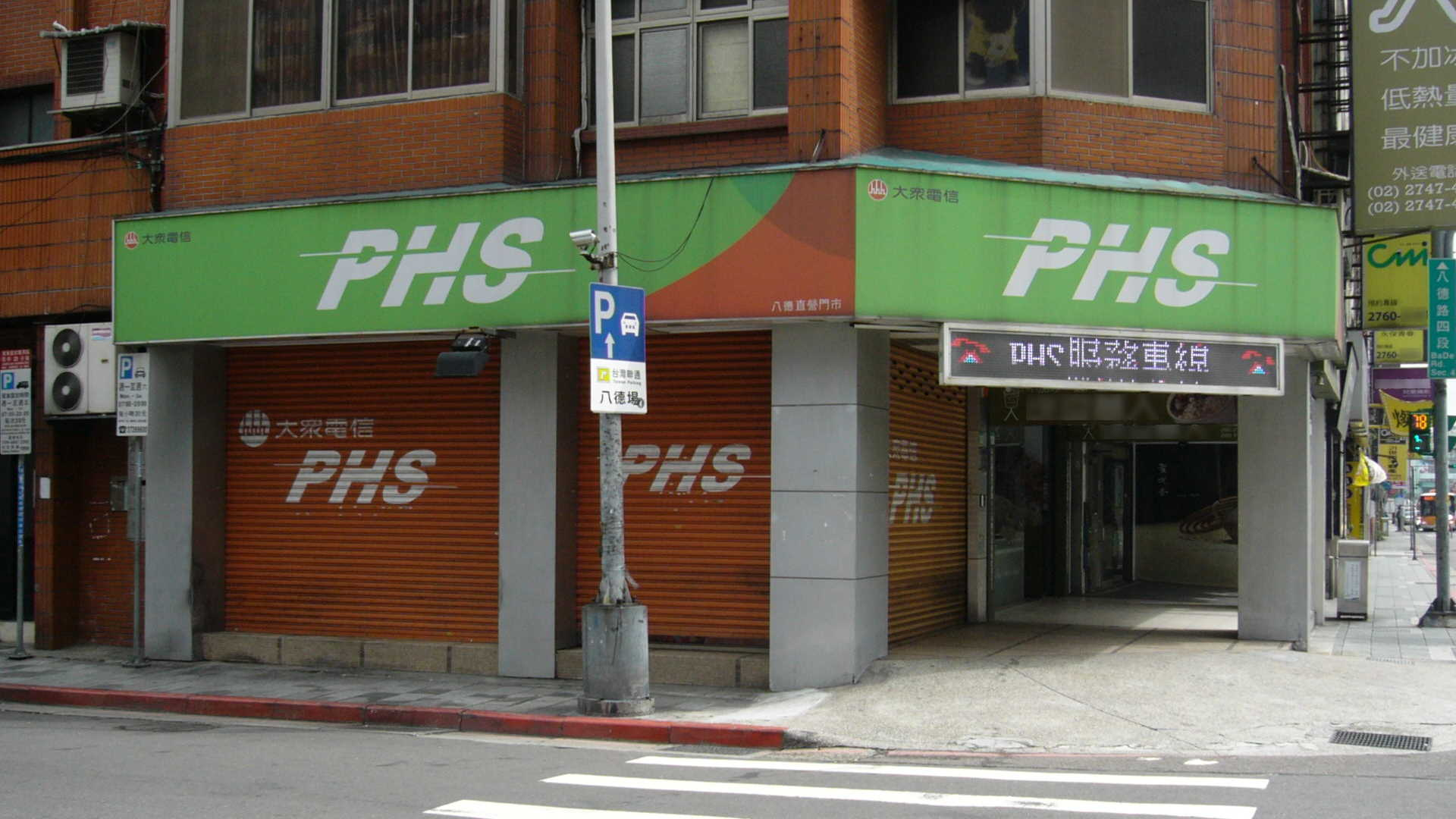
臺北市松山區大眾電信八德直營門市(已結業)

- 電磁波：基地台電磁波500毫瓦，手機電磁波10毫瓦，電磁波頻率1900兆赫。
- 門號冠碼：0966、0968
- 訊號涵蓋範圍：
  - 北臺灣：大台北、桃園市、新竹部分地區
    - 新北市無訊號地區貢寮區、雙溪區、平溪區、坪林區、石碇區、烏來區
    - 新竹有訊號地區：新竹市之東區北區，竹北市，少許湖口鄉、竹南、頭份。
- 戶數：2012年4月12日，約為80萬人，主要用戶均分佈在北臺灣。
- 手機製造商：大部分手機由英華達製造
- 門號不可攜

## 重大事件
2007年4月15日，大眾電信發生成立六年來最大規模當機事件，自該日12時30分起斷訊11.5小時，至隔日0時全面修復，約50多萬用戶無法撥接電話。大眾電信客服專線也因該次斷訊而故障。依照當時大眾電信的服務契約，用戶通信連續中斷12小時以上，才會扣除5%月租費；但是80%的PHS用戶都免繳月租費，屆時幾乎求償無門。中華民國消費者文教基金會董事長程仁宏批評這項補償條款太離譜，行政院消費者保護委員會消費者保護官張嘉麟也認為這項補償條款確實有檢討的空間。
大眾電信的廣告一直以PHS的「電磁波較低，較無害身體健康」為號召，使GSM陣營非常不滿。2008年4月24日，行政院公平交易委員會（公平會）委員會議決議，大眾電信於報紙、電視及網路廣告宣稱「最健康：PHS手機的電磁波約只有一般大哥大的1/100」、「最低通話費：PHS通話費約比一般大哥大省一半」、「唯一適合在醫院使用的手機」等語句，構成「就行動通信服務之內容、品質及價格為虛偽不實及引人錯誤之表示」，違反《公平交易法》第21條第3項準用同條第1項之規定，故命令大眾電信立即停止該項行為，並處新台幣100萬元罰鍰。
2009年4月1日，公平會第908次委員會議決議，大眾電信網站宣稱「PHS系統為日本醫院唯一可以使用之行動電話系統」，構成「就行動通信服務之品質為虛偽不實及引人錯誤之表示」，違反《公平交易法》第21條第3項準用同條第1項之規定，故命令大眾電信立即停止該項行為，並處新台幣100萬元罰鍰。
2009年10月1日，民主進步黨三位臺北市議員洪健益、李文英、顏聖冠指稱，內政部警政署曾於2007年指稱電信業者基地台的電磁波可能干擾警用通訊，要求各警察局以「不同意提供」為原則，不讓電信業者架設基地台；臺北市政府警察局曾於2008年9月24日去函大眾電信，稱2008年9月30日基地台租約到期後不再續約，卻於2009年與大眾電信續約到2011年9月30日，涉嫌圖利大眾電信、干擾警用通訊、危害人民安全。臺北市政府警察局後勤科科長黃啟澤說，大眾電信PHS功率是GSM電信業者的60分之1，該局曾會同臺北市政府消防局測試確認PHS不影響警用通訊，才與大眾電信續約。元智大學通訊工程學系教授周錫增說，根據學界測試，GSM與PHS的功率均不影響警用通訊，台北市政府警察局以「PHS功率較低」為由排除GSM基地台架設申請是站不住腳的。
2010年5月27日，大眾電信常駐重整人張敏玉表示：“PHS服務至少兩年內不會消失，而且還會持續推出新手機；大眾電信的PHS頻譜執照到2016年4月到期，PHS服務的下一步仍在規劃中。”2012年4月11日，國家通訊傳播委員會（NCC）通訊營管處科長陳英俤指出，大眾電信的「低功率無線電話執照」將於2016年（民國105年）4月16日到期，大眾電信也將停止台中、高雄等地的營運。
2014年5月9日，大眾電信召開重整記者會，宣布已經始針對用戶進行系統升級，且能直接與本年下半年開台的4G LTE串連；大眾電信董事長張敏玉同時表示，「重整計畫與相關進度都仍在進行當中，沒有要退出市場」。
2014年12月18日，臺灣臺北地方法院裁定大眾電信重整程序終止，宣告大眾電信破產。2014年12月26日，大眾電信公告，收到臺北地方法院裁定重整程序終止並宣告破產，盡力維持網路運作及用戶權益（當時用戶數約60多萬戶，持續付費用戶約10萬戶）。2014年12月29日，大眾電信董事長張敏玉召開記者會，建請行政院向臺北地方法院薦舉中華電信擔任大眾電信破產管理人；同日，中華電信代理發言人何旭輝回應，中華電信與大眾電信互為債權人與債務人，大眾電信應該找尋公正第三方擔任破產管理人較為適當。
2015年3月11日，NCC第634次委員會議核准大眾電信申請於同月31日終止PHS業務，NCC於PHS業務終止日回收相關號碼及頻率，也協助PHS用戶攜碼移轉到五家4G LTE電信業者。